# Werkstattgebäude (Grangemouth Dock)
Das Werkstattgebäude am Grangemouth Dock gehörte zu den Hafen- und Dockanlagen der schottischen Stadt Grangemouth in der Council Area Falkirk. Es handelt sich um eines von wenigen erhaltenen Hafengebäuden aus dem 19. Jahrhundert in Grangemouth. Das exakte Baujahr ist nicht überliefert. Auf der ersten Karte der Ordnance Survey aus dem Jahre 1869 ist an selber Stelle ein Gebäude ähnlichen Grundrisses verzeichnet. Das heutige Bauwerk ist erstmals auf der zweiten Karte aus dem Jahre 1899 aufgeführt und somit zwischen 1869 und 1899 entstanden. 2007 wurde das Bauwerk in die schottischen Denkmallisten in der Kategorie C aufgenommen.

## Beschreibung
Das Backsteingebäude liegt auf einer schmalen Landzunge zwischen dem Carron und der ehemaligen Hauptschleusstufe des Forth and Clyde Canals unweit der als Kategorie-B-Bauwerk geschützten Drehbrücke von Grangemouth. Der leicht hervortretende Mittelteil des symmetrisch aufgebauten, zweistöckigen Gebäudes umfasst drei vertikale Achsen. Mittig ist eine Holztüre verbaut. Er schließt mit einem Dreiecksgiebel ab, in den mittig eine Uhr eingelassen ist. Beidseitig schließen langgezogene Gebäudeteile an. Die Fenster sind auf jeweils vier vertikalen Achsen angeordnet und werden durch flache Backsteinpilaster abgetrennt. Alle Gebäudeöffnungen schließen mit Rundbögen ab. In den beiden seitlichen Giebelflächen befindet sich außerdem jeweils ein Ochsenauge. Einige Öffnungen der nordwestexponierten Gebäuderückseite wurden zwischenzeitlich durch Mauerwerk verschlossen. Teilweise sind die ursprünglichen, kleinteiligen Sprossenfenster erhalten. Die Satteldächer sind mit grauem Schiefer eingedeckt.